# اوپالگالا
اوپالگالا (به لاتین: Opalgala) یک منطقهٔ مسکونی در سری‌لانکا است که در استان مرکزی (سری‌لانکا) واقع شده‌است.